# Округ Клеј (Кентаки)
Округ Клеј (енгл. Clay County) је округ у америчкој савезној држави Кентаки.

## Демографија
По попису из 2010. године број становника је 21.730, што је 2.826 (-11,5%) становника мање него 2000. године.
| Група             | 2000.          | 2010.          |
| Белци             | 22.833 (93,0%) | 20.189 (92,9%) |
| Афроамериканци    | 1.178 (4,8%)   | 915 (4,2%)     |
| Азијати           | 29 (0,1%)      | 26 (0,1%)      |
| Хиспаноамериканци | 333 (1,4%)     | 402 (1,8%)     |
| Укупно            | 24.556         | 21.730         |